# Пессак
Песса́к (фр. Pessac, окс. Peçac) — город и коммуна во французском департаменте Жиронда, округ Бордо, административный центр кантонов Пессак 1 и Пессак 2.

## Географическое положение
Пессак — юго-западный пригород города Бордо и соединён с ним автобусными и трамвайными маршрутами.

## Экономика
В Пессаке чеканят французские монеты Европейского Сообщества.

### Виноделие
Пессак находится в области О-Грав винодельческого региона Бордо. Одно из винодельческих хозяйств коммуны, Шато О-Брион, является единственной винодельней Грава, включённой в 1855 году в классификацию бордосских вин — отнесённое к первым крю, таким образом, оно вошло в четвёрку величайших вин Бордо (ныне их пять). В 1953 году Шато О-Брион и находящееся поблизости Шато Пап-Клеман были включены в список лучших вин Грава. Также в коммуне находятся виноградники Шато ле Карм О-Брион, некогда бывшие частью поместья О-Брион — это единственная винодельня региона, имеющая фактический адрес в городе Бордо. 
В 1987 году благодаря своему качеству вина Пессака, близлежащего Таланса и ещё нескольких соседних коммун, были выделены в отдельный апеласьон Пессак-Леоньян.

## Города-побратимы
- Гёппинген, Германия
- Галац, Румыния
- Бургос, Испания
- Банфора, Буркина-Фасо

## Знаменитые земляки
- Жан Эсташ (1938—1981) — французский кинорежиссёр
- Фернан Дюшассо (1942) — вице-президент Олимпийского комитета Франции